# Stipa lingua
Stipa lingua är en gräsart som beskrevs av Paul Junge. Stipa lingua ingår i släktet fjädergrässläktet, och familjen gräs. Inga underarter finns listade i Catalogue of Life.